# بطولة الأندية الآسيوية 1971
بطولة الأندية الآسيوية 1971 هي النسخة الرابعة من منافسة كرة القدم الدولية السنوية للأندية والتي تقام في منطقة الاتحاد الآسيوي لكرة القدم (آسيا). فاز نادي مكابي تل أبيب باللقب، بعد انسحاب آليات الشرطة لأسباب سياسية.